# 제임스 매카시
제임스 매카시(영어: James McCarthy, 1990년 11월 12일 ~ )는 아일랜드의 축구 선수이다. 포지션은 중앙 미드필더이다. 현재 스코티시 프리미어십의 셀틱에서 뛰고있다.

## 클럽 경력

### 해밀턴 아카데미컬
1990년 11월 12일 스코틀랜드 글래스고에서 태어난 매카시는 2006년 9월 30일 퀸 오브 더 사우스전에서 해밀턴 아카데미컬선수로 데뷔하며 21세기에 해밀턴 아카데미컬에서 뛰었던 가장 어린 선수가 되었다. 2007년 1월 6일 리빙스턴 FC전에서 득점을 올려 해밀턴 아카데미컬 역사상 최연소 득점자가 되었다.
2008년 5월 17일 팀이 스코틀랜드 프리미어리그로 승격한 후 3년 재계약을 맺었다.

### 위건 애슬레틱
매카시는 2009년 7월 21일 위건 애슬레틱으로 이적했다. 2009년 8월 22일 맨체스터 유나이티드전에서 데뷔했다.
2010년 1월 2일 헐 시티 AFC와의 FA컵 경기에서 첫 골을 넣었고, 2010년 1월 16일 울버햄프턴 원더러스 FC전에서 리그 첫 골을 기록했다. 2010년 10월 23일 볼튼 원더러스 FC전에서 발목 부상을 당했다. 2011년 1월 25일 부상에서 돌아온 후 첫 경기인 애스턴 빌라와의 경기에서 골을 넣었다. 2011년 2월 맨체스터 유나이티드에게 0-4로 패배한 경기에서 웨인 루니에게 팔꿈치로 가격을 당해 경기 후 논쟁에 휩싸였다.
12-13 시즌 위건이 챔피언십 리그로 강등 당하자 2013년 9월 에버튼으로 이적했다.

## 국가대표 경력
매카시는 아일랜드 U-17, 아일랜드 U-18, 아일랜드 U-19, 아일랜드 U-21을 거친 후 2010년 3월 3일 브라질전에서 데뷔했다.

## 기록

### 클럽
2011년 5월 22일 기준
| 클럽              | 시즌    | 리그 | 리그 | 국내 컵 | 국내 컵 | 리그 컵 | 리그 컵 | 대륙 대회 | 대륙 대회 | 통산 | 통산 |
| 클럽              | 시즌    | 출장 | 득점 | 출장    | 득점    | 출장    | 득점    | 출장      | 득점      | 출장 | 득점 |
| ----------------- | ------- | ---- | ---- | ------- | ------- | ------- | ------- | --------- | --------- | ---- | ---- |
| 해밀턴 아카데미컬 | 2006-07 | 23   | 1    | 1       | 1       | 0       | 0       | 0         | 0         | 24   | 2    |
| 해밀턴 아카데미컬 | 2007-08 | 35   | 6    | 2       | 0       | 4       | 1       | 1         | 0         | 42   | 7    |
| 해밀턴 아카데미컬 | 2008-09 | 37   | 6    | 3       | 0       | 3       | 0       | 0         | 0         | 43   | 6    |
| 위건 애슬레틱     | 2009-10 | 20   | 1    | 3       | 1       | 1       | 0       | -         | -         | 24   | 2    |
| 위건 애슬레틱     | 2010-11 | 24   | 3    | 1       | 0       | 2       | 0       | -         | -         | 27   | 3    |
| 통산              | 통산    | 139  | 17   | 10      | 2       | 10      | 1       | 1         | 0         | 160  | 20   |

## 수상 경력

### 클럽

#### 해밀턴 아카데미컬
- 스코틀랜드 풋볼 리그 1부: 2007-08

### 개인
- SPFA 올해의 어린 선수: 2009